# 贝恩德·耶克尔
贝恩德·耶克尔（德語：Bernd Jäkel，1954年5月1日—），德国男子帆船运动员。他曾代表东德、德国参加1980年、1988年、1992年和1996年夏季奥林匹克运动会帆船比赛，获得二枚金牌。